# Марголин, Элиэзер
Элиэзер (Лазарь Маркович) Марголин (26 марта 1875, Белгород, Российская империя — 2 июня 1944, Перт, Австралия) — австралийский предприниматель и военный деятель. Вступив в австралийские добровольческие силы, был направлен на фронты Первой мировой войны, участвовал в Дарданелльской операции (награждён орденом «За выдающиеся заслуги») и в качестве командира батальона в Синайско-Палестинской кампании. По окончании мировой войны возглавил 1-й еврейский батальон Иудеи, сформированный из остатков сил Еврейского легиона и расквартированный в Палестине. После того, как бойцы батальона самовольно приняли участие в отражении арабских атак на еврейские кварталы в мае 1921 года, отправлен в отставку и вернулся в Австралию, где возобновил предпринимательскую деятельность. После создания Государства Израиль прах Марголина, умершего в Австралии, был перезахоронен в Реховоте.

## Семья, молодость и гражданская карьера
Родился в Белгороде в 1875 году в семье купца Мордехая Иосифа (Марка) Марголина и Лейты Фрейды Марголиной (в девичестве Карлиной); младший брат Моисея Марголина, литератора и редактора Энциклопедического словаря Брокгауза и Ефрона. Образование получил в русской классической гимназии, где проучился до 1892 года. По-видимому, за время учёбы освоил немецкий и французский языки.
В 1892 году семья Марка Марголина переехала в Палестину, где приобрела участок земли рядом с Реховотом с плантациями винограда и миндальных деревьев. В первые годы жизни в Палестине, до того, как виноградники начали приносить доход, Лазарь зарабатывал на жизнь подённым трудом на других фермах, а также преподаванием математики. Общаясь с местным арабским населением, освоил верховую езду и навыки стрельбы из винтовки.
После того, как один за другим в течение недели умерли его отец и мать, семейное хозяйство полностью легло на плечи Лазаря Марголина. Проблемы усугубил кризис винодельческого производства, превративший хозяйство в убыточное. В итоге в 1902 (или 1900) году он продал оставшиеся ему в наследство виноградные и миндальные плантации и переехал в Австралию. Прибыв в порт Фримантл (Западная Австралия), он отправился вглубь континента, где в районе золотых приисков в 1890-е годы возникли города Калгурли и Кулгарди. Трудился разнорабочим, погонщиком скота и горняком, одновременно изучая английский язык. К концу второго года пребывания в Австралии открыл торговлю овощами в городке Лолерс (англ. Lawlers), в 1906 году — управляющий магазина в Кукини (англ. Kookynie), затем в Мензисе. В конце 1907 года получил должность управляющего в торговой фирме в Леоноре, в 1908 году открыл собственную фирму оптовых поставок, а к 1911 году основал в горняцком городке Колли южнее Перта фабрику по производству прохладительных напитков.

## Военная служба
В годы пребывания в Западной Австралии Марголин оставался верен своему увлечению военным делом. Был членом стрелкового клуба в Мензисе, избран его казначеем. В Колли судил скаковые состязания, а в 1911 году был принят в чине второго лейтенанта в добровольческий Западноавстралийский пехотный полк, приняв под свою команду роту Колли в 1-м батальоне этого полка. К началу Первой мировой войны Марголину было 39 лет. Несмотря на это, он расценил войну как возможность развития карьеры и уже 1 октября 1914 года вступил добровольцем в силы, готовящиеся к отправке на фронт. В чине лейтенанта он был зачислен в 16-й пехотный батальон, составленный из жителей Западной Австралии, а в декабре того же года был произведён в капитаны.
22 декабря 1914 года с австралийским морским конвоем отправится в Египет, где проходил тренировочный курс. 25 апреля 1915 года в должности командира роты участвовал в первой волне высадки британских войск в Галлиполи. На фронте проявил себя как жёсткий и резкий в общении, но справедливый и храбрый командир, заботящийся о своих солдатах. В боях был неоднократно ранен, в том числе 9 мая 1915 года — в грудь. Это произошло, когда Марголин во главе примерно 30 солдат пришёл на выручку бойцам 15-го пехотного батальона; в этом бою его рота понесла тяжёлые потери. После этого произведён в майоры. 18 сентября 1915 года назначен временным командующим 16-го батальона, в этом же качестве возглавлял арьергард батальона во время эвакуации британских сил в декабре. Действия Марголина были отмечены орденом «За выдающиеся заслуги».
После отдыха в Египте и пополнения свежими силами, прибывшими из Австралии, 16-й полк был направлен на Западный фронт. Уже через месяц после высадки в Марселе Марголин был упомянут в донесении, а в июле 1916 года в звании подполковника назначен временным командующим 14-го батальона. Впоследствии австралийский сенатор Эллиот заявил в парламенте, что этот «неграмотный польский еврей… никогда не ходил в бой с этим батальоном», однако другой сенатор, Дрейк-Брокман, служивший с Марголиным, напротив, охарактеризовал его как отважного бойца. В защиту Марголина выступили и другие австралийские военные, включая Джона Монаша. Марголин командовал 14-м батальоном до сентября 1917 года, после чего вернулся в 16-й батальон.
В 1916 и 1917 годах Марголин получил несколько ранений на Западном фронте и в итоге с травмой колена был эвакуирован в Лондон. Во время пребывания в госпитале узнал о формировании в составе британской армии полка из добровольцев-евреев, впоследствии известного Еврейский легион. Прошение Марголина о переводе в британскую армию было удовлетворено, и он получил под свою команду 39-й батальон полка королевских фузилёров, в составе которого служили еврейские добровольцы из США и эмигранты из России. Вместе с этим батальоном направлен в 1918 году в Египет, а оттуда на фронт в Палестину. Одновременно в Реховоте по призыву Марголина его друзья организовали создание ещё одного добровольческого отряда, ставшего 40-м батальоном королевских фузилёров. В Северной Палестине еврейские соединения действовали вместе с лёгкой кавалерие Австралийского и новозеландского корпуса; Марголин, в частности, командовал штурмом переправ через Иордан к северу от Иерихона и успешным взятием города Эс-Салт к западу от реки. После этого он некоторое время занимал пост военного коменданта этого города. В своём батальоне он ввёл более вольные порядки, нежели в британских подразделениях, больше схожие с отношениями офицеров и солдат в волонтёрских австралийских частях. Это обстоятельство и личная отвага командира снискали ему любовь подчинённых.
После прекращения огня многие еврейские солдаты были освобождены от службы и вернулись домой. Сам Марголин остался в Палестине в качестве офицера британской армии. Когда в декабре 1919 года все три батальона Еврейского легиона были объединены в одно подразделение — 1-й еврейский батальон Иудеи, — Марголин был назначен его командиром. Новый батальон получил собственную форму и символику, языком команд стал иврит, хотя подразделение по-прежнему оставалось частью британских вооружённых сил. Весной 1920 года, во время арабских беспорядков в Палестине, Марголин отправил своих солдат в арабские деревни, остановив дальнейшее кровопролитие. Год спустя, в мае 1921 года, палестинские арабы начали еврейский погром в Яффе. В ответ Марголин без санкции командования разрешил отрядам еврейской самообороны использовать оружие с британских военных складов, чтобы противостоять погромщикам. Сам он во главе примерно 300 солдат организовал противодействие арабам в Тель-Авиве.

## Дальнейшая судьба и посмертные почести
За превышение полномочий Марголину грозил трибунал, однако ему удалось объяснить свою позицию командованию, после чего ему было разрешено выйти в почётную отставку при условии, что он покинет Палестину. По возвращении в Австралию Марголин приобрёл станцию автомобильного обслуживания в пригороде Перта Недландсе. Он был избран вице-президентом Австралийской имперской лиги отставных матросов и солдат и президентом Морского и военного клуба. Занимал также пост вице-президента Сионистской организации Западной Австралии. 24 июля 1926 года сочетался гражданским браком с Хильдой Миртл Ингленд; детей в этом браке не было.

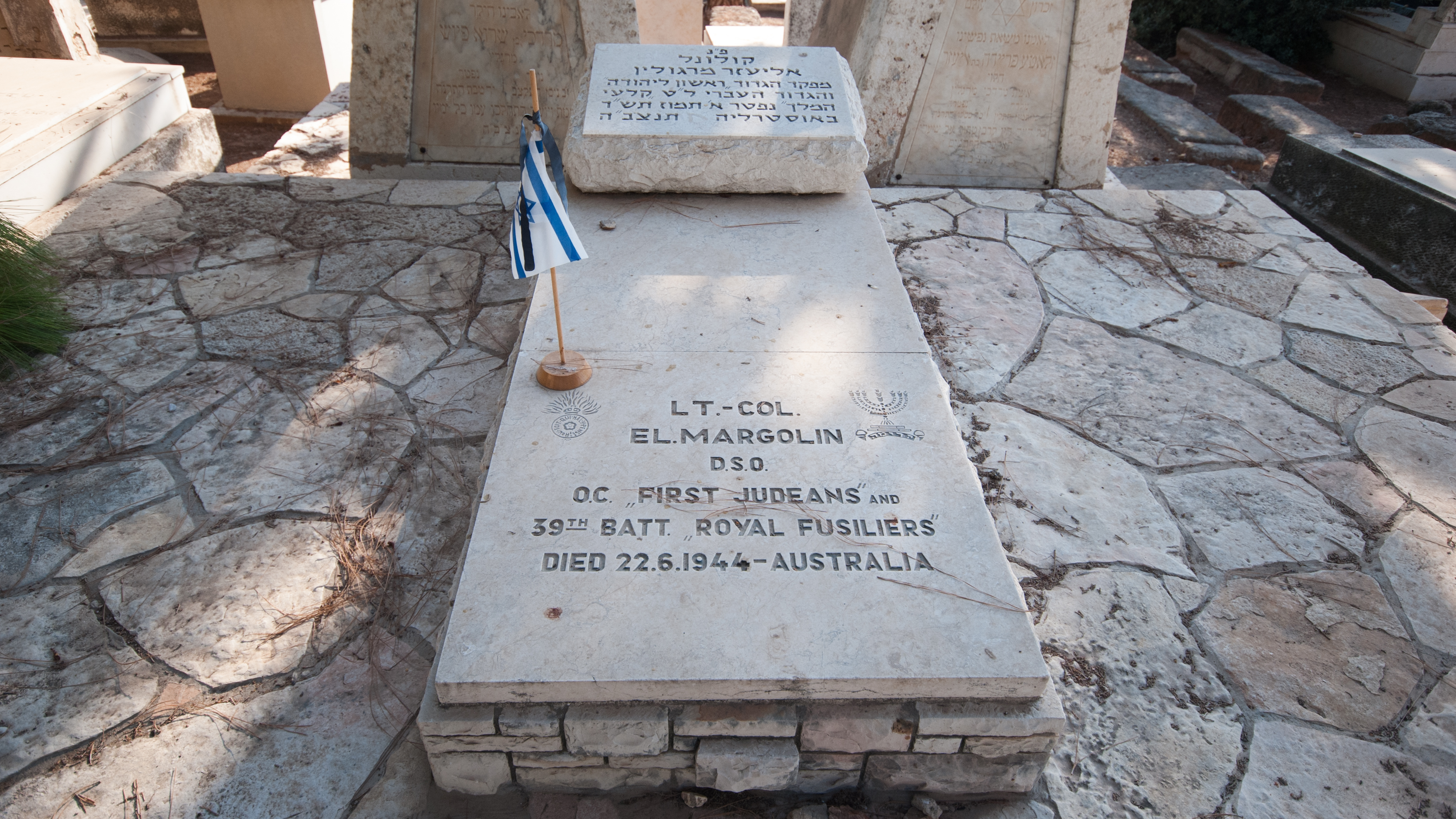
Могила Марголина на старом кладбище Реховота

Скончался от кровоизлияния в мозг в июне 1944 года. После гражданской церемонии кремирован и погребён на кладбище Карракатта. В декабре 1949 года вдова Марголина, исполняя его последнюю волю, доставила его награды, церемониальное оружие и прах в недавно созданное Государство Израиль. Там прах Марголина с военными почестями был провезён через посёлок Авихайль, основанный ветеранами Еврейского легиона, Тель-Авив и военный лагерь Сарафанд, после чего предан земле в Реховоте, рядом с могилами родителей. Незадолго до этого группа еврейских поселенцев, названная в его честь, основала в долине Шарон, между Нетанией и Кфар-Йоной, мошав Нордия. Имя Элиэзера Марголина носят улица в Тель-Авиве и площадь в Авихайле. В 1956 году в Реховоте ему открыт памятник.

## Награды
Список наград приводится по сайту ANZAC Heroes.
- Звезда «1914—1915» № 155
- Орден «За выдающиеся заслуги» (18 мая 1916)
- Упоминание в донесении[англ.] (13 июля 1916)